# Hiparhija
Hiparhija, starogrška filozofinja, *ok. 350 pr. n. št, †ok. 280 pr. n. št. Bila je predstavnica kinične šole in žena Kratesa iz Teb. Rodila se je v Maroneji, zato je v literaturi pogosto omenjena kot Hiparhija iz Maroneje, od koder se je njena družina preselila v Atene. Tam je Hiparhija prišla v stik z Kratesom iz Teb, enim izmed najbolj znanih filozofov kinikov tistega časa. Zaljubila sta se in se kljub neodobravanju njenih staršev poročila. Odločila se je, da bo na atenskih ulicah živela skupaj z možem, po načelu revščine kinikov.
Njenih del in filozofskih pogledov je ohranjenih le malo, ampak tako kot večina kinikov, je tudi ona vplivala s svojim načinom življenja, ki je bil takrat za ugledne ženske ekstremno nesprejemljiv. Zgodba o njeni romanci s Kratesom in njena zavrnitev konvencionalnih metod je postala priljubljena tema za poznejše pisatelje.

## Življenje
Hiparhija je bila rojena leta 350 pr. n. št. v Maroneji v Trakiji (današnja južna Bolgarija in severovzhodna Grčija). Odraščala je v premožni družini, ki ji je lahko privoščila osnovno izobrazbo, kot je branje. Z družino so se preselili v Atene, kjer je njen brat Metrokel postal učenec filozofa Kratesa iz Teb. Hiparhija se je zaljubila v Kratesa in zagrozila svojim staršem, ki poroke niso odobravali, da bo storila samomor, če ji prepovedo poroko z njim. Njena starša sta iz obupa prosila Kratesa, da jo poskuša odvrniti od poroke. Le-ta si je slekel oblačila, stopil pred njo in ji rekel: »To je tvoj izbranec, to je vse njegovo premoženje, zdaj se pa odloči! Tvoj mož pa ne bom, če ne boš sprejela enakega načina življenja.« Hiparhija je bila z videnim zadovoljna in se je brez težav odločila za poroko ter sprejela način življenja kinika. Kiniki so živeli v skladu z naravo. Odrekli so se vsemu svojemu premoženju ter obdržali le plašč in malho, v kateri so hranili vse potrebno. Hiparhija se je oblačila v moška oblačila in živela enakovredno življenje kot njen mož, npr. se udeleževala simpozijev in ostalih družabnih dogodkov, na katere so hodili samo moški. To je močno šokiralo takratno atensko družbo. Znano je, da je Hiparhija imela najmanj dva otroka, hčerko in sina, ki sta prav tako bila vzgojena po kiničnih načelih. Umrla je leta 280 pred našim štetjem.

## Filozofija
Hiparhija je bila kinik. Kinizem predstavlja eno izmed najbolj opaznih helenističnih teorij. Začetnik kinikov je bil Sokratov učenec Antisten. Pomembnejša predstavnika pa sta bila še Diogen in Krates. Kinizem je kasneje imel pomemben vpliv na stoicizem. Njihovo ime verjetno izvira iz grške besede (kynikós), ki je opisovala njihovo čemerno in ošabno vedenje in pomeni »pasji«.
Za kinike je namen življenja živeti v skladu in soglasju z naravo. Menijo, da živi srečno življenje tisti, ki živi v skladu s svojimi potrebami, vendar zavrača želje po bogastvu, moči in slavi. Zato so tudi živeli na ulicah brez vsega razen plašča in malhe, v kateri so hranili vse potrebno. Navidez se niso razlikovali od beračev razen po izobrazbi. Kot je za kinike značilno, je znano, da sta tudi Hiparhija in Krates, ko sta začutila željo, zadovoljevala svoje spolne potrebe ne glede na okolico. Cilj življenja kinikov je razcvet človeka in duševna jasnost ali lucidnost- svoboda od neznanja, neumnosti in domišljavosti. Razcvet človeka se doseže z življenjem v soglasju z naravo. Po njihovem mnenju je domišljavost posledica napačnih sodb vrednosti, ki povzročajo negativna čustva, nenaravne želje in začaran značaj. Razcvet človeka je odvisen od samozadostnosti, ravnodušnosti, ljubezni do človeštva in brezbrižnosti do spremenljivosti življenja. Zakonov, običajev in socialnih konvencij, kiniki, ne jemljejo za samoumevne. Ker so živeli na ulicah, na očeh javnosti so bili pogosta tarča žalitev, zaradi njihovega nekonvencionalnega obnašanja.
Enciklopedija Suda trdi, da je Hiparhija napisala mnogo filozofskih razprav in nekaj pisem naslovljenih na Teodora Ateista. Nič od tega se ni ohranilo. So se pa ohranile pripovedi nekaterih njenih srečanj s Teodorjem Ateistom. Eden izmed njenih bolj znanih sofizmov, ki je nastal, ko sta bila z možem na simpoziju se glasi: »Če nekaj, kar bi Teodor naredil, ni napačno dejanje, tudi ni narobe, če to naredi Hiparhija. Tako da, če se Teodor udari in to ni narobe, tudi ni narobe, če ga udari Hiparhija.« Teodor na to ni odgovoril, vendar samo odgrnil njeno obleko. Pred tem je Teodor spraševal, kdo je ženska, ki nima smisla za spodobnost z besedami: " ... kdo je ta, ki svoj glavnik pri statvah je pustila?" Hiparhija je smelo odgovorila: »Jaz, Teodor, sem ta oseba, vendar mar se ti zdi, da sem se napačno odločila, če sem posvetila ta čas, ki bi ga porabila za spodobnost (statvam), filozofiji?« 
Obstaja še nekaj znanih anekdot o Hiparhiji, vendar jih je velika večina izgubljenih. Vemo pa, da ker je bil Krates učitelj Zenona iz Kitija, je imela velik vpliv na razvoj stoicizma. Veliko teorij pravi, da je Zenon svoje poglede na ljubezen in spolnost (iz njegovega dela Republika) povzemal predvsem po vzoru razmerja med Hiparhijo in Kratesom.

## Kasnejši vplivi
Hiparhija je slavna po tem, da je bila ženska filozofinja, ki je živela enakovredno življenje svojemu možu. To pa je bilo v Grčiji in Rimu skrajno nenavadno. Čeprav so tudi nekatere druge ženske živele življenje kinikov se je ohranilo le njeno ime, ki si je prislužilo tudi mesto med 82 filozofov v delu Diogena Laertskega delu Življenja in misli znamenitih filozofov. Očarala pa je tudi številne kasnejše pisatelje. Na primer, obstaja niz kiničnih pesmi napisanih v prvem stoletju, v katerih je pojasnjen Kratesov pogled na pojem kinizma. Krates pojasnjuje, da ime kiniki ne izhaja iz brezbrižnosti, ter razlaga, da ženske niso slabše od moških.
Druga pisma omenjajo dogodke, ki so zasnovana na anekdotah. V dveh pismih je omenjeno, da je Hiparhija Kratesu poslala plašč, ki ga je izdelala sama. Kratesa je to prestrašilo, saj je pomislil, da Hiparhija ni kos svoji vlogi kinika, ter da vse počne le iz ljubezni do njega.
Krates je nadaljeval z dajanjem nasvetov o vzgoji otrok. Menil je, da mora biti voda, v kateri se umiva otroka, mrzla, oblečen naj bo v plašč, ter naj se ga hrani z mlekom. Ko otrok zna govoriti in hoditi, ga je treba opremiti s plaščem in malho, ne pa kot Atena Tezeja, z mečem. To je treba storiti, ker lahko denarnica in plašč veliko bolje vodita in usmerjata otroka. Verjetno je najbolj presenetljivo pismo, ki naj bi ga napsial iz Diogen iz Sinope in ga naslovvil na prebivalce Maroneje. V njem piše, da so prebivalci pravilno ravnali, ko so ime mesta spremenili iz Maroneja v 'Hiparhija', saj se je bolje imenovati po filozofinji, čeprav je ženska, kot pa po Maroneju, prodajalcu vina.

## Moderen vpliv
Zgodba o Hiparhijinem začetnem nasprotovanju in kasnejših osvajanjih Kratesa kljub neodobravanju njenih staršev, je bila zelo priljubljena predvsem od 16. stoletja dalje. Omenjena je v knjigi Lodovica Guicciardinija z naslovom L’hore di ricreatione. Prav tako je bila ta zgodba ena  izmed zgodb v delu Proefsteen van de Trou-ringh nizozemskega pesnika Jacoba Catsa.  William Penn je o njej pisal v svojem delu Ne križ, ne krona (No Cross, No Crown), kjer je Hiparhijo označil  za puritanko, glede na njene vrednote in moralno držo. V usta ji polaga naslednje besede:
»Na tem svetu ne iščem razkošja ali razneženosti, ampak znanje in vrline. Raje živim življenje zmernosti, kot pa življenje krhkosti in nežnosti: resnično zadovoljstvo je v mislih in samo takšno zadovoljstvo je vredno iskanja, saj traja večno.«
Hiparhijin in Kratesov zakon je v 17. stoletju navdihnil Pierra Petita, ki je v latinščini napisal pesem Cynogamia, sive de Cratetis et Hipparches amoribu. V istem stoletju je italijanska redovnica Clemenza Ninci napisala dramo z naslovom  Zakon filozofinje Hiparhije (Sposalizio d'Iparchia filosofa). Drama se je igrala samo po samostanih, tako da je dosegla širšo javnost šele v 19.stoletju. V tem stoletju je nemški pisatelj Christoph Martin Wieland izdal roman z naslovom Krates in Hiparhija (Krates und Hipparchia), kjer sta glavna junaka povzeta po resničnih zakoncih. Ameriška pisateljica Hilda "H.D." Doolittle je v 20. stoletju  napisala roman Hiparhija (Hipparchia), v katerem se zgodba vrti okoli Hiparhijine hčerke. Filozofinja je bila prav tako inspiracija za psihološki roman Hiparhijina odločitev (L'Étude et le rouet), izdanega 1990. Avtorica je francoska feministična filozofinja Michèle Le Dœuff, ki je v knjigi obravnavala vlogo žensk v filozofiji. Hiparhija je bila v feminističnih gibanjih zelo pomemben lik. Predstavljala je prvo žensko, ki je odkrito pokazala, da je enakovredna moškim. Zato je bila pogosto omenjena v raznih feminističnih revijah, knjigah in drugih delih.

## Dela
Hiparhija je domnevno napisala več filozofskih razprav in drugih del, a se nobeno izmed njih ni ohranilo. Njene ideje pa lahko razberemo iz anekdot, spisov in ostalih del drugih avtorjev, s katerimi je bila v stiku oziroma, na katere je vplivala.
Diogen Laertski, Življenja in misli znamenitih filozofov, KODA, Beletrina 2015, Hiparhija, s.378-9.
Crates and Hipparchia: Cynic Handbook . 2014. internet. Citirano 30.11.2016. Dostopno na naslovu: http://lucianofsamosata.info/wiki/doku.php?id=crates_of_thebes%3Acrates_and_hipparchia_cynic_handbook.
Hipparchia. 2015.internet citirano 29.11.2016. Dostopno na naslovu: http://www.iep.utm.edu/hipparch/.
Hipparchia the Cynic: Devoted Wife, Mother, and Outspoken Greek Philosopher. 2012. Internet. 30.11.2016. Dostopno na naslovu: http://www.ancient.eu/article/121/ .
Hipparchia the Cynic Philosopher. 2010. internet. 29.11.2016. Dostopno na naslovu: http://www.historyinanhour.com/2010/10/09/hipparchia-the-cynic-philosopher/ Arhivirano 2017-03-15 na Wayback Machine..
The Life of Hipparchia.2014. citirano 30.11.2016. Dostopno na naslovu: http://www.stoa.org/diotima/anthology/hipparchia.shtml Arhivirano 2017-03-15 na Wayback Machine..
1. 1 2  World History Encyclopedia — 2009.
2. ↑  obsežna bizantinska enciklopedija o antični zgodovini Sredozemskega območja iz 10. stoletja
3. ↑  po Diogenu Lartskemu, s.378
4. ↑  William Penn, No Cross, No Crown